# Building a Mystery
 (juillet 2023).
Si vous disposez d'ouvrages ou d'articles de référence ou si vous connaissez des sites web de qualité traitant du thème abordé ici, merci de compléter l'article en donnant les références utiles à sa vérifiabilité et en les liant à la section « Notes et références ».
Building a Mystery est une chanson de Sarah McLachlan, tirée de son quatrième album studio Surfacing, sorti pour la première fois en 1997. Lors d'une performance live, Sarah explique que la chanson concerne « essentiellement  le fait que nous avons tous... des insécurités à cacher. , et nous le faisons souvent en mettant une façade ». Elle poursuit également en disant que « malheureusement, si nous sommes simplement qui nous sommes, c'est généralement la chose la plus attrayante et la plus belle ».
La chanson était un succès dans le palmarès adulte contemporain qui a préparé le terrain  pour ses futures chansons Sweet Surrender, Adia et Angel, toutes de Surfacing, et elle a reçu plusieurs prix. Sur le plan commercial, Building a Mystery a été le single le plus vendu au Canada en 1997, en tête du classement officiel du pays pendant huit semaines, et a culminé au numéro 13 aux États-Unis.
Building a Mystery a remporté le Prix Grammy de la meilleure performance vocale pop féminine à la 40e édition des Prux Grammy.